# Protenodontosaurus
Protenodontosaurus is een uitgestorven schildpadachtig geslacht behorende tot de orde der Placodontia. Protenodontosaurus leefde in het Trias.
Van deze vertegenwoordiger van de familie der Cyamodontidae werd pas in 1990 een fossiel gevonden. Tot dusver is er één soort beschreven: Protenodontosaurus italicus. Protenodontosaurus is waarschijnlijk de missing link tussen de Placochelyidae en Cyamodus.